# Ústí (Vsetíni járás)
Ústí település Csehországban, Vsetíni járásban. Ústí Hovězí, Vsetín, Lhota u Vsetína, Janová és Leskovec településekkel határos. Lakosainak száma 615 fő (2024. január 1.).

## Népesség
A település lakosságának változását az alábbi diagram mutatja:
| Lakosok száma | 379  | 416  | 474  | 466  | 548  | 600  | 620  | 620  | 620  | 615  |
|               | 1869 | 1890 | 1921 | 1950 | 1980 | 2001 | 2017 | 2019 | 2022 | 2024 |